# O grau de civilização de uma sociedade pode ser medido pela maneira como trata seus prisioneiros

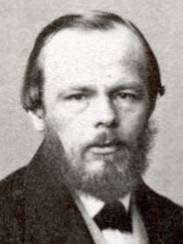
A máxima é atribuída equivocadamente a Fiódor Dostoiévski.

"O grau de civilização de uma sociedade pode ser medido pela maneira como trata seus prisioneiros", ou ainda "é possível julgar o grau de civilização de uma sociedade visitando suas prisões", é um conhecido aforismo de origem incerta e erroneamente atribuído ao escritor e filósofo russo Fiódor Dostoiévski, que o teria registrado em Recordações da Casa dos Mortos, publicado em 1862, ou em Crime de Castigo, de 1860. Todavia, a sentença não aparece em nenhuma obra de  Dostoiévski.

## Origens
A origem da ideia pode ser traçada até o pensamento de Montesquieu e a obra Dos Delitos e das Penas, de Cesare Beccaria. Ao longo do século XX, a frase sofreu uma série de mudanças, até assumir as formas atuais.

## Frases semelhantes
Há também um aforismo semelhante, falsamente creditado ao Mahatma Gandhi: "a verdadeira medida de qualquer sociedade pode ser encontrada em como ela trata seus membros mais vulneráveis". Existe alguma controvérsia a respeito de sua origem, e outros a creditam a Pearl Buck, que se referiria aos idosos, ou a Hubert Humphrey, fazendo referência a crianças, idosos, doentes e deficientes.